# Józef Kuczmowski
Józef Kuczmowski (ur. 9 lutego 1928 w Zwierzyńcu, zm. 12 sierpnia 2001) – polski inżynier budownictwa i polityk, działacz społeczny, organizator ruchu naukowo-technicznego na Zamojszczyźnie, poseł na Sejm PRL IX kadencji.

## Życiorys
W czasie okupacji ukończył szkołę powszechną. Po jej ukończeniu, od 1942 pracował zarobkowo w Zwierzyńcu i Białym Słupie. Od początku okupacji uczestniczył w konspiracji. W latach 1945–1949 uczęszczał do Gimnazjum i Liceum w Zamościu, gdzie uzyskał świadectwo dojrzałości. W 1954 skończył Wyższą Szkołę Inżynierską w Szczecinie. Od 10 września 1954 na podstawie nakazu pracy pracował w Zakładzie Energetycznym w Zamościu, najpierw jako kierownik budowy, później inspektor nadzoru przy rozbudowie obiektów energetycznych. Od 1 września 1961 pracował w organizacji służby inwestorskiej DBOR, następnie DIM, ODIM, WDMiOW i WDI, gdzie kolejno od funkcji głównego, naczelnego inżyniera do funkcji dyrektora pracował do 1977. Następnie pracował w zamojskim oddziale PKZ jako kierownik Zespołu Pracowni Specjalistycznych. W 1977 został sekretarzem rady wojewódzkiej Naczelnej Organizacji Technicznej w Zamościu i dyrektorem Biura RW NOT. Był członkiem prezydium wojewódzkiej Rady Przyjaciół Harcerstwa i wojewódzkiego Komitetu Pokoju, wiceprezes Towarzystwa Opieki nad Majdankiem, członek założyciel „Hetmana”, członek Klubu Inteligencji.
W 1965 wstąpił do Polskiej Zjednoczonej Partii Robotniczej. Zasiadał w Komisji ds. Edukacji Ekonomicznej jej Komitetu Wojewódzkiego. W latach 1985–1989 pełnił mandat posła na Sejm PRL IX kadencji z okręgu Zamość, zasiadając w Komisji Nauki i Postępu Technicznego oraz w Komisji Budownictwa, Gospodarki Przestrzennej, Komunalnej i Mieszkaniowej. Działał także w Patriotycznym Ruchu Odrodzenia Narodowego.
Pochowany na cmentarzu parafialnym w Zamościu.

## Odznaczenia
- Krzyż Kawalerski Orderu Odrodzenia Polski
- Srebrny Krzyż Zasługi (1969)
- Medal 40-lecia Polski Ludowej
- Medal 30-lecia Polski Ludowej
- Odznaka 1000-lecia Państwa Polskiego (1966)
- Odznaka „Za Zasługi dla Województwa Zamojskiego”
- Złota Honorowa Odznaka NOT
- Srebrna Honorowa Odznaka NOT
- Złota Odznaka Polskiego Związku Inżynierów i Techników
- Srebrna Odznaka Polskiego Związku Inżynierów i Techników